# Graaf van Carnarvon
Graaf van Carnarvon (Engels: Earl of Carnarvon) is een Britse adellijke titel. De titel is afgeleid van Caernarfon, een plaats in Wales, en werd tot nu toe drie keer gecreëerd.
De eerste keer was voor Robert Dormer, 2e baron Dormer in 1628. Met zijn zoon Charles stierf de titel in 1709 uit.
In 1714 werd de titel opnieuw gecreëerd voor James Brydges, 9e baron Chandos. Hij kreeg in 1719 tevens de titels markgraaf van Carnarvon en hertog van Chandos. In 1789 stierf de titel uit.
In 1793 werd Henry Herbert door koning George III beleend met de titel. De familie Herbert is nog steeds in het bezit van de titel. De aanvullende titel is baron Porchester.
Het landgoed van de familie is Highclere Castle.

## Graaf van Carnarvon, eerste creatie (1628)
- 1628 – 1643: Robert Dormer (1610-1643), 1e graaf van Carnarvon
- 1643 – 1709: Charles Dormer (1632-1709), 2e graaf van Carnarvon

## Graaf van Carnarvon, tweede creatie (1714)
- 1714 – 1744: James Brydges (1674 – 1744), 1e graaf van Carnarvon, sinds 1719 ook 1e hertog van Chandos
- 1744 – 1771: Henry Brydges (1708-1771), 2e hertog van Chandos, 2e graaf van Carnarvon
- 1771 – 1789: James Brydges (1731-1789), 3e hertog van Chandos, 3e graaf van Carnarvon

## Graaf van Carnarvon, derde creatie (1793)
- 1793 – 1811: Henry Herbert (1741-1811), 1e graaf van Carnarvon
- 1811 – 1833: Henry George Herbert (1772-1833), 2e graaf van Carnarvon
- 1833 – 1849: Henry John George Herbert (1800-1849), 3e graaf van Carnarvon
- 1849 – 1890: Henry Howard Molyneux Herbert (1831-1890), 4e graaf van Carnarvon
- 1890 – 1923: George Edward Stanhope Molyneux Herbert (1866-1923), 5e graaf van Carnarvon, bekend als financier van de opgraving van het graf van Toetanchamon
- 1923 – 1987: Henry George Alfred Marius Victor Francis Herbert (1898-1987), 6e graaf van Carnarvon
- 1987 – 2001: Henry George Reginald Molyneux Herbert (1924-2001), 7e graaf van Carnarvon
- 2001 – heden: George Reginald Oliver Molyneux Herbert (1956), 8e graaf van Carnarvon